# Lysimachia radfordii
Lysimachia radfordii är en viveväxtart som beskrevs av Wilhelm Elias von Ahles. Lysimachia radfordii ingår i släktet lysingar, och familjen viveväxter. Inga underarter finns listade i Catalogue of Life.